# Celebrant (persoon)
De celebrant is in een katholieke eucharistieviering de priester die de leiding heeft en de voornaamste heilige handelingen verricht.
Vóór het Tweede Vaticaans Concilie (1962-1965) was er per eucharistieviering maar één celebrant, tegenwoordig kunnen meerdere celebranten samen de mis opdragen. Dit wordt concelebratie genoemd, en de priesters die eraan meedoen heten 'concelebranten'. Er is dan een van de celebranten hoofdcelebrant. Hij deelt de taken uit en leest de voornaamste gedeelten van het eucharistisch gebed.